# Julia Pardoe

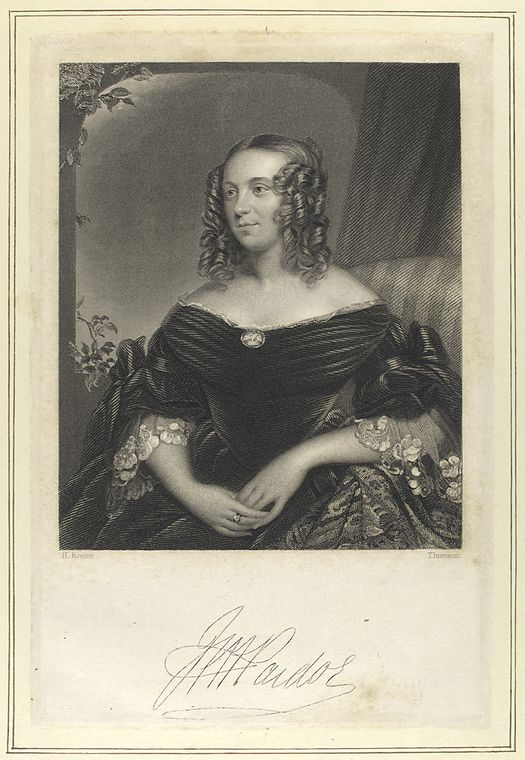
Julia Pardoe, mit Autogramm

Julia Sophia H. Pardoe (̈* 4. Dezember 1804 in Beverley, Yorkshire; † 26. November 1862 in London) war eine englische Schriftstellerin und Reisende. Ihr bekanntestes Werk war The City of the Sultan; and Domestic Manners of the Turks (1837) in drei Bänden, das Erfahrungen und Erlebnisse, die sie während ihres Aufenthalts in der Türkei gemacht hatte, verarbeitete. Einige ihrer Schriften erschienen zu Lebzeiten auch in deutscher Übersetzung.

## Leben
Julia Pardoe wurde in Beverley als zweite Tochter von Major Thomas Pardoe (1777/78–1849) und seiner Frau Elizabeth (ca. 1782–1860) geboren. Ihr Vater, angeblich von „spanischer Abstammung“, soll während der Napoleonischen Kriege auf der Iberischen Halbinsel gedient und noch an der Schlacht von Waterloo teilgenommen haben. Pardoe begann schon in jungen Jahren zu schreiben und veröffentlichte im Jahr 1823, zu diesem Zeitpunkt noch anonym, ihr erstes Werk, eine Sammlung von Gedichten unter dem Titel The Nunː a Poetical Romance, and Two Others, ihrem Onkel William Pardoe gewidmet. Ihre erste Erzählung, Lord Morcar of Hereward, erschien fünf Jahre später.
Um Tuberkulose zu vermeiden, und weil ihre Eltern sie für besonders anfällig hielten, reiste sie 1826 nach Portugal, gefolgt von einem weiteren Aufenthalt  im Jahr 1835. Diese Reisen schlugen sich in einem zweibändigen Werk über Portugal (1834, dt. 1835) nieder, das ihr ersten schriftstellerischen Ruhm brachte, und zwar sowohl in England als auch – dank der in Zwickau erschienenen Übersetzung – im deutschsprachigen Raum. Einige zeitgenössische Rezensenten waren jedoch zunächst nicht begeistert von Pardoes Schilderungen aus Portugal und warfen ihr vor, sie würde „belangloses Zeug“ (trifles) berichten, anstatt sich für „die wirklich wichtigen Dinge“ (matters of importance) zu interessieren. Dieser Vorwurf wird insofern bestätigt, als die ersten Nachrichten aus Pardoes Werk, die in der deutschsprachigen Presse auftauchten, „Anecdoten von der portugiesischen Faulheit“ zum Gegenstand habenǃ
In den Jahren 1836 und 1837 hielt sie sich mit ihrem Vater in Konstantinopel auf, bevor sie auf dem Weg über die Europäische Türkei nach England zurückkehrte. Dieser Auslandsaufenthalt, der sie entscheidend prägen sollte, war für sie Anlass für mehrere landeskundliche und historische Schriften über die Türkei und die osmanisch-türkische Kultur. Diese Werke befestigten ihren Ruhm als Schriftstellerin und verkauften sich ausgezeichnet; sie erreichten innerhalb kurzer Zeit mehrere Auflagen. Spätere Reisen führten sie noch nach Österreich, Ungarn und Frankreich.

### Ungarn
Pardoe hielt sich von August 1839 bis März 1840 im Gebiet der heutigen Staaten Slowakei und Ungarn, insbesondere in Budapest, auf. Eine Zeitungsnotiz vom 1. Dezember 1839 gibt Aufschluss darüber, wie interessiert die dortige Öffentlichkeit an der Anwesenheit und der Person der englischen Schriftstellerin warː
Die Miß Julia Pardoe aus England, die sich seit einiger Zeit mit ihrer Mutter, der Lady Pardoe, in Pesth [Budapest] befindet, und ein Werk über Ungarn herauszugeben gedenkt, verweilte schon länger im westlichen und nördlichen Ungarn, ehe sie nach Pesth kam. Sie hielt sich einige Zeit in Preßburg [h. Bratislava] auf und wohnte mehreren Reichstagssitzungen bei, besuchte dann Neutra [h. Nitra] und dessen Umgebung, das romantische Waagthal, Trentschin [h. Trenčín], Schemnitz [h. Banská Štiavnica] und Kremnitz [h. Kremnica] etc. Sie wurde größtentheils in Paris erzogen und spricht französisch so fließend, wie englisch. Sie fühlt einen eigenen Drang in sich, zu reisen, und die Welt aus eigener Ansicht kennen zu lernen, und ist eine der verständigsten und selbstforschendsten Reisenden. Sie ist auf alle topographischen und ethnographischen Merkwürdigkeiten aufmerksam und notirt sie fleißig in ihr Tagebuch. Miß Pardoe hat nicht nur alle Merkwürdigkeiten von Constantinopel und dessen Umgebungen gesehen, sondern hatte auch Zutritt in das Harem des Sultans erlangt.
Die Erfahrungen, die Pardoe in Ungarn machte, mündeten in die dreibändige Darstellung The City of the Magyar, or Hungary and Her Institutions (1840, dt. 1842); das Vorwort zu diesem Werk ist auf den Oktober 1840 datiert. Nach Julia Richers erwies sich Pardoe mit ihrer Schrift als eine „der besten Kennerinnen der ungarischen Verhältnisse“; Robert Evans beschrieb sie als „eine begeisterte und manchmal sehr gut informierte … Beobachterin der Gesellschaft und ihrer augenblicklichen Beschäftigungen“. Leider enthält ihr eigentlicher Reisebericht, im ersten Band der City of Magyar, nur sehr spärliche Zeit- und Datumsangaben, so dass wir ihre Reisen in Ungarn (das damals große Teile der heutigen Slowakei und Rumäniens einschloss) nicht genau nachverfolgen können.

### Schriftstellerexistenz in London
Nach ihrer Rückkehr nach London führte sie das Leben einer freien Schriftstellerin. Doch trotz ihres allgemeinen Erfolgs wurde sie durch ihre Einkünfte aus dem Buchverkauf nicht reich, zumal sie auch für den Unterhalt ihrer Eltern sorgen musste. Wegen einer längeren Krankheit zwischen November 1843 und Oktober 1844 war sie sogar gezwungen, Schulden zu machen, weshalb sie schließlich den Royal Literary Fund um Unterstützung bat; dieser gewährte ihr im November die einmalige Zahlung von £50. Erst im Jahr 1860 erhielt sie eine staatliche Pension (£100), die ihr wegen ihrer Verdienste um die englische Literatur zugesprochen worden war.
Zwischen 1842 und 1862 verfasste sie zahlreiche historische und erzählende Werke, die sich insbesondere mit der Geschichte Frankreich zwischen dem 16. und 19. Jahrhundert beschäftigten. Daneben schrieb sie weitere Romane und Reiseschilderungen. Außerdem war sie als Übersetzerin aus dem Spanischen und Italienischen tätig. Zu ihren besonders populären Büchern, die auch im 20. Jahrhundert noch aufgelegt wurden, zählten The Confessions of a Pretty Woman (1846) und The Rival Beauties (1848). Die Übersetzung eines ihrer frühen Werke ins Deutsche (s. oben) bewirkte, dass ihr Name schon vor Beginn der 1840er Jahre im deutschsprachigen Raum ein Begriff war; in einer Zeitungsnotiz vom November 1839 erscheint sie bereits als „[d]ie berühmte englische Schriftstellerin“. 1840 war es dann die deutsche Ausgabe Der Roman des Harems, welche ihren Namen erneut bekannt machte. Ein Rezensent lobte „Miß Pardoe“ als eine „der anerkannt geistreichsten Frauen Englands“. Er versäumte auch nicht darauf hinzuweisen, dass Pardoes Buch „bekanntlich den Beifall des türkischen Gesandten in London Reschid Pasha im hohen Grade“ erhalten habe.
Abbildung des Grabsteines

Link zum Bild

(Bitte Urheberrechte beachten)
Pardoe hat niemals geheiratet – weshalb sie ohne Nennung ihres Vornamens auf den Titelblättern ihrer Veröffentlichungen fast immer als „Miss Pardoe“ erscheint –, obwohl sie zu Henry Fothergill Chorley (1808–1872) in einer engen Beziehung stand. In späteren Jahren wurde sie ob ihrer Eitelkeit und ihrer Bemühungen, ein jugendliches Aussehen zu bewahren, verspottet, beispielsweise von Elizabeth Barrett Browning.
Am 26. November 1862 starb Pardoe, die seit vielen Jahren kränklich gewesen war und an Schlaflosigkeit litt, in London an chronischer Leberentzündung. Sie wurde auf dem Kensal Green Cemetery in London begraben.

## Rezeption
- Bezüglich Pardoes City of the Sultan; and Domestic Manners of the Turks, in 1836 (1837) urteilte der Osmanist und Orientalist Joseph von Hammer-Purgstall wie folgt, was im Folgenden auch in der österreichischen Presse aufgegriffen und mehr oder weniger wörtlich zitiert wurdeː

In M[iß] P[ardoe] ist unserem Jahrhundert eine neue Montague auferstanden, die, mit gleichem Talente des Styls begabt, vor ihrer berühmten Landsmännin den Vortheil voraus hat, nicht ein Harem, sondern deren ein halbes Dutzend von allen Klassen der höheren Gesellschaft von dem der Schwester des Sultans an, die von Paschen und bis zu dem eines Effendi mit vollkommener Leichtigkeit und Muße gesehen, und darin Tage und Nächte mit den Kadünen und Odaliken [ǃ] verlebt zu haben, in so weit eine Frau mit Frauen, ohne deren Sprache zu verstehen, und nur durch Dolmetscherinnen sprechend, mit denselben gelebt zu haben sich rühmen kann. Das Gemälde des inneren Lebens der Hareme ist der Solitar des brillantenen Gürtels dieses Gemäldes »der Stadt des Sultans und der häuslichen Sitten der Türken« … M.P. ist ein so reich ausgestatteter Genius, daß sie keineswegs nothgedrungen, zur Unterhaltung der Leser in einer sittenmalenden Reisebeschreibung Wahrheit und Dichtung durch einander zu mengen, und beyden auf gegenseitige Kosten Abbruch zu thun.
- „Literarische Notiz aus Englandː Zwei neueste englische Romane“ (1847)ː

„The confessions of a pretty woman“, von Miß Pardoe – welch Ideen erregender Titel! Wer denkt nicht dabei an Grazie und Mode und üppige Müßigkeit, an Blonden und Atlas und Diamanten, verdunkelt von ihr, die sie schmücken wollen, an Coquetterie und Courmachen und leichte Scherze, an Winke und Zeichen und halbe Worte, an ruhigen, vielleicht auch beunruhigenden Scandal? Und was bringt das Buch? Weder Abenteuer noch Intriguen. Es ist kein sogenannter Charakterroman, keine Schilderung tiefer, Alles bewältigender Leidenschaft, enthält nichts oder wenig Sentimentales, nimmt sich das fashionable Leben nicht zur Bühne, macht nicht gemeine Pilze lächerlich, kümmert sich nicht um Politik, läßt den Scandal der schönen Welt unberührt, ist ein Roman von drei Bänden ohne eine einzige Ehescheidung. Alle diese Negativen begründen seine Eigenheit, und während schon diese ihn zu einer Merkwürdigkeit stempeln würde, bürgt der Name der Verf. daß er lesenswerth ist. Miß Pardoe hat noch Nichts geschrieben was Das nicht wäre.

## Werke

### Werke in deutscher Übersetzung
- Skizzen und Sagen aus Portugal. Dem Engl. der Miß Julia Pardoe nacherzählt. 2 Bände. Zwickauː Schumann 1835
- Der Roman des Harems. Ein Cyclus orientalischer Erzählungen. Aus dem Englischen der Miß Pardoe von W. Alexis und J. Neumark. 3 Teile. Berlinː Liebmann & Co. 1840 (aber bereits 1839 ausgeliefert)
- "Das junge Griechenmädchen". Inː Die Warte an der Donau. Oesterreichische Zeitschrift für Verstand und Gemüth, zur Belehrung, Erheiterung und Verbreitung gemeinnütziger Kenntnisse, 22. Jg., Nr. 73 (Linz, 6. Mai 1840), S. 2 f. (im Original nicht paginiert)
- "Die Ludovicia und das Nationalmuseum zu Pesth, nach Miß Pardoe". Inː Blätter für literarische Unterhaltung, Nr. 45 (14. Februar 1841), S. 184
- "Miß Pardoe und das Tabakrauchen". Inː Der Humorist, 6. Jg., Nr. 34 (17. Februar 1842), S. 140; Der Siebenbürger Bote, 57. Jg., Nr. 24 (25. März 1842), S. 240
- Ungarn und seine Bewohner und Einrichtungen in den Jahren 1839 und 1840. Deutsch von L. v. Alvensleben. 2 Teile. Leipzigː Philipp Reclam jun. 1842
- "Das Stammschloß der Wyndhams. Novelle, frei nach dem Englischen der Miß Pardoe". Inː Der Humorist, Nr. 104 (30. April 1844) – Nr. 112 (9. Mai 1844)
- Ansichten des Bosphorus und Constantinopel's. Mit Bildern nach der Natur gezeichnet von W.H. Bartlett, Esq. Londonː G. Virtue – Hamburgː B.S. Berendsohn 1853

### Reiseschilderungen und landeskundliche Schriften
- Traits and Traditions of Portugal. Collected During a Residence in that Country. 2 Bände. Londonː Saunders & Otley 1833. Amerikanische Ausgabeː Philadelphiaː Carey, Lea & Blanchard 1834
- City of the Sultan; and Domestic Manners of the Turks, in 1836. 2 Bände. Londonː Henry Colburn 1837. Zweite Ausgabe in 3 Bänden, Londonː H. Colburn 1837–1838
- The Beauties of the Bosphorus; Illustrated in a Series of Views of Constantinople and Its Environs, from Original Drawings by W.H. Bartlett. Londonː George Virtue 1838
- The River and the Desartː Or, Recollections of the Rhône and the Chartreuse. 2 Bände. Londonː Henry Colburn 1838
- The City of the Magyar, or Hungary and her Institutions in 1839–1840. 3 Bände. Londonː George  Virtue 1840
- Abroad and at Home: Tales Here and There. Londonː Lambert & Co. 1857
- Pilgrimages in Paris. Londonː William Lay 1857

### Belletristik
- The Nun: a Poetical Romance, and Two Others. Londonː Longman 1824 (1823)
- Speculation. A Novel. 3 Bände. Londonː Saunders & Otley 1834. Dritte, amerikanische Ausgabeː New Yorkː Harper & Brothers 1847
- The Romance of the Harem. 3 Bände. Londonː Henry Colburn 1839. Amerikanische Ausgabeː Philadelphiaː E.L. Carey & A. Hart 1839
- The Hungarian Castle. 3 Bände. Londonː T. & W. Boone 1842
- The Confessions of a Pretty Woman. Amerikanische Ausgabeː New Yorkː Harper & Brothers 1846
- The Jealous Wife. 3 Bände. Londonː Hurst & Blackett 1847. Neue Auflage 1855
- The Rival Beauties. A Novel. 3 Bände. Londonː Richard Bentley 1848
- Files in Amber. 3 Bände. Londonː William Shoberl 1850
- Reginald Lyle. 3 Bände. Londonː Hurst & Blackett 1854
- The Wife's Trials: A novel. Bostonː Fetridge & Co. 1855
- Lady Arabellaː or The Adventures of a Doll. Illustrated by George Cruikshank. Londonː Kerby & Son 1856
- The Poor Relation. A Novel. 3 Bände. Londonː Hurst & Blackett 1858
- A Life-Struggle. 2 Bände. Londonː L. Booth 1859. Amerikanische Ausgabe in 1 Bandː New Yorkː W.I. Pooley & Company 1860
- The Rich Relation. Londonː Charles H. Clarke 1862
- The Adopted Heir. Complete and Unabridged. Philadelphiaː T.B. Peterson & Brothers 186?
- Miss Pardoe's Complete Works. Comprising The Confessions of a Pretty Woman, The Jealous Wife, The Rival Beauties, The Wife's Trials, The Romance of the Harem. Complete in One Volume. Philadelphiaː T.B. Peterson & Brothers n.d. (ca. 1848?)

### Historische Studien und Romane
- Lord Morcar of Hereward. A Romance of the Times of William the Conqueror. 4 Bände. Londonː A.K. Newman 1829
- The Mardens, and the Daventrys. Tales. 3 Bände. Londonː Saunders & Otley 1835
- Louis the Fourteenth, and the Court of France in the Seventeenth Century. 3 Bände. Londonː Richard Bentley 1847. Amerikanische Ausgabe in 2 Bändenː New Yorkː Harper & Brothers 1847
- The Court and Reign of Francis the First, King of France. 2 Bände. Amerikanische Ausgabeː Philadelphiaː Lea & Blanchard 1849
- The Life of Marie de Medicis, Queen of France, Consort of Henry IV, and Regent of the Kingdom under Louis XIII. 3 Bände. Londonː Colburn & Co. 1852. Amerikanische Ausgabe in 3 Bändenː New Yorkː James Pott & Company 1902
- Episodes of French History, during the Consulate and the First Empire. 2 Bände. Londonː Hurst & Blackett 1859. Amerikanische Ausgabeː New Yorkː Harper & Brothers 1859

### Verschiedenes
- The Fairy-Gathering, Written and Inscribed to Mrs. John Harman, by Miss Pardoe. The Music Composed by David Lee. Notenblatt, Londonː G.S. Tregear (ca. 1840)
- Memoirs of the Queens of Spain: From the Period of the Conquest of the Goths to the Accession of her Present Majesty Isabella II, with the Remarkable Events that Occurred during their Respective Reigns, and Anecdotes of their Several Courts. By Anita George. Edited, with an Introduction and Notes, by Miss Julia Pardoe. 2 Bände. Londonː Richard Bentley 1850
- The Thousand and One Days; a Companion to the "Arabian Nights". With Introduction by Miss Pardoe. Londonː William Lay 1857. Amerikanische Ausgabe udT The Enchanted Keys, and Other Tales. A Companion to the Arabian Nights, with an Introduction by Miss Pardoe. New Yorkː Allen Brothers 1867